# Goszczyno (powiat pucki)
Goszczyno (kaszb. Gòszczëno, niem. Goschin) – wieś kaszubska w Polsce położona w województwie pomorskim, w powiecie puckim, w gminie Krokowa.
Wieś szlachecka położona była w II połowie XVI wieku w powiecie puckim województwa pomorskiego. 
W Goszczynie znajdowała się do września 1939 roku strażnica Straży Granicznej. Na północ od Goszczyna znajduje się utworzony w 1983 roku rezerwat przyrody "Zielone", o powierzchni 16 ha. Goszczyno wraz z sąsiednią Krokową i innymi miejscowościami ościennymi: Minkowicami i Sławoszynem tworzy zwarty obszar zabudowany o charakterze małomiasteczkowym.
W latach 1975–1998 miejscowość administracyjnie należała do województwa gdańskiego.
Inne miejscowości z prefksem Goszcz: Goszczyno, Goszcz, Goszczyn, Goszczyna, Goszczynno